# Morton Arboretum

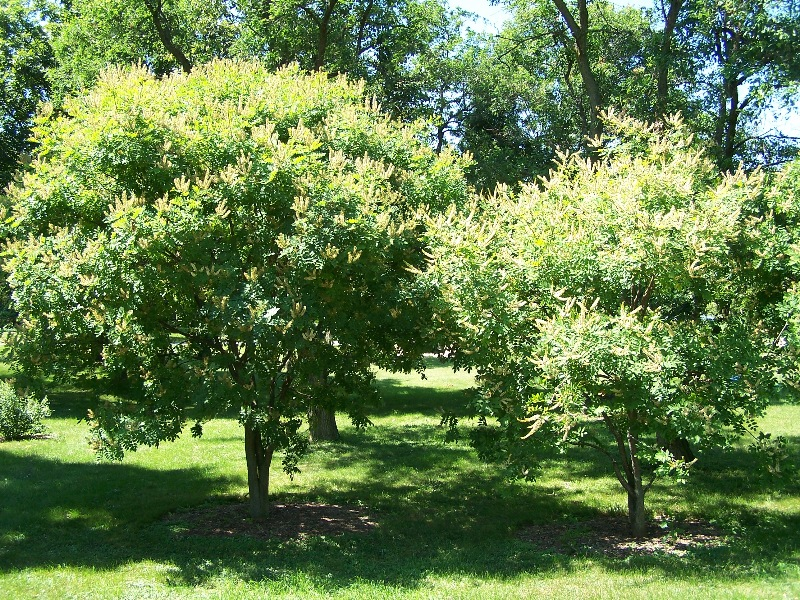
Maackia amurensis in het Morton Arboretum

Het Morton Arboretum is een arboretum in Lisle (Illinois). Het arboretum is elke dag voor het publiek geopend. Het arboretum is in 1922 opgericht door Joy Morton (1855-1934). De oppervlakte is 690 ha.

## Collectie
Het Morton Arboretum heeft plantencollecties die geografisch en taxonomisch gerangschikt zijn. Ook zijn er speciale collecties die vanwege andere eigenschappen in het arboretum zijn opgenomen.
De geografische collecties omvatten planten uit de gematigde streken van Noord-Amerika, Europa en Azië. De geografische collecties werden ingesteld nadat Joy Morton enkele botanische tuinen in Europa (waaronder het Arboretum Tervuren) en de Verenigde Staten (waaronder het Arnold Arboretum) had bezocht. De geografische collecties omvatten meer dan 1100 soorten. Van de planten is bijna 75% van wilde herkomst. Ze zijn vaak in het wild verzameld door de staf van het arboretum.
De taxonomische collectie omvat planten die zijn gerangschikt op verwantschap. Er zijn 42 taxonomische collecties, gerangschikt op geslacht (12), familie (22) of andere taxonomische groep (8). Tot de taxonomische collecties behoren onder meer Thuja, Fagus, berkenfamilie, paardenkastanje, iepenfamilie, coniferen, appel, peer, Magnolia, olijffamilie, Ginkgo biloba), kamperfoeliefamilie, linde, esdoorn, eik, okkernootfamilie en wilgenfamilie.
De speciale collecties omvatten onder meer planten die gedijen op zure bodems (rododendron, Ilex), laag blijvende houtige planten en planten die in hagen groeien.
Het arboretum heeft een herbarium met meer dan 160.000 specimens. Door medewerkers van het herbarium wordt onderzoek verricht naar plantensystematiek.
Het arboretum heeft een bibliotheek, de Sterling Morton Library. De boekencollectie bevat boeken met betrekking tot plantkunde en horticultuur, vooral gericht op bomen en struiken die in noordelijk Illinois kunnen worden gekweekt. De onderwerpen betreffen onder meer plantkunde, urbane bosbouw, horticultuur, bosbouw en natuurbescherming, botanische kunst, landschapsarchitectuur en natuurlijke historie. De bibliotheek is opengesteld voor het publiek. De Sterling Morton Library is aangesloten bij de Council on Botanical and Horticultural Libraries (CBHL), een internationale organisatie van individuen, organisaties en instituten die zich bezighouden met de ontwikkeling, het onderhouden en het gebruik van bibliotheken met botanische literatuur en literatuur over tuinen.

## Samenwerkingsverbanden
Het Morton Arboretum is aangesloten bij aangesloten bij Center for Plant Conservation, een netwerk van botanische instituten dat zich bezighoudt met de bescherming van de inheemse flora van de Verenigde Staten. Samen met de Chicago Botanic Garden vormt het Morton Arboretum sinds 1997 het Chicago Center for Endangered Plants, een samenwerkingsverband om onderzoek te kunnen doen naar plantenbescherming in het Middenwesten van de Verenigde Staten. Het arboretum is aangesloten bij de Plant Conservation Alliance (PCA), een samenwerkingsverband dat zich richt op de bescherming van planten die van nature voorkomen in de Verenigde Staten.Tevens is het arboretum lid van de American Public Gardens Association, een organisatie van publiek toegankelijke tuinen in de Verenigde Staten. Het arboretum is lid van Botanic Gardens Conservation International, een non-profitorganisatie die botanische tuinen samen wil brengen in een wereldwijd samenwerkend netwerk om te komen tot het behoud van de biodiversiteit van planten. Het arboretum is tevens aangesloten bij de American Society of Botanical Artists, een vereniging die zich richt op de promotie van contemporaine botanische kunst. Daarnaast is het arboretum aangesloten bij de American Institute of Biological Sciences (AIBS), een wetenschappelijke associatie die zich richt op het bevorderen van biologisch onderzoek en onderwijs in de Verenigde Staten. Het arboretum is lid van de Natural Science Collections Alliance, een Amerikaanse non-profit-associatie die zich richt op de ondersteuning van natuurwetenschappelijke collecties, hun menselijke middelen, de instituten die de collecties huisvesten en hun onderzoeksactiviteiten.